# Cryptocephalus lateralis
Cryptocephalus lateralis es una especie de insecto coleóptero de la familia Chrysomelidae.
Fue descrita científicamente en 1863 por Suffrian.